# Çağla Büyükakçay
Çağla Büyükakçay (Adana, 28 de setembro de 1989) é uma tenista profissional turca, tem como melhor posição, 117° em simples, pela WTA.

## WTA Tour finais

### Duplas: 1 (1 vice)
| Legenda                                      |
| -------------------------------------------- |
| Grand Slam (0–0)                             |
| WTA Tour (0–0)                               |
| Tier I / Premier Mandatory & Premier 5 (0–0) |
| Tier II / Premier (0–0)                      |
| Tier III, IV & V / International (0–1)       |

| Títulos por Piso |
| ---------------- |
| Duro (0–0)       |
| Grama (0–0)      |
| Saibro (0–1)     |
| Carpete (0–0)    |

| Resultado | N. | Data          | Campeonato                             | Piso   | Parceira        | Oponentes                       | Placar           |
| --------- | -- | ------------- | -------------------------------------- | ------ | --------------- | ------------------------------- | ---------------- |
| Vice      | 1. | 13 Julho 2014 | BRD Bucharest Open, Bucareste, Romênia | Saibro | Karin Knapp     | Elena Bogdan Alexandra Cadanțu  | 4–6, 6–3, [5–10] |
| Vice      | 2. | 26 Julho 2015 | İstanbul Cup, Istambul, Turquia        | Duro   | Jelena Janković | Daria Gavrilova Elina Svitolina | 7–5, 1–6, [4–10] |